# Brachycorythis pumilio
Brachycorythis pumilio är en orkidéart som först beskrevs av John Lindley, och fick sitt nu gällande namn av Heinrich Gustav Reichenbach. Brachycorythis pumilio ingår i släktet Brachycorythis och familjen orkidéer. Inga underarter finns listade i Catalogue of Life.